# Pons (Francia)
Pons è un comune francese di 4 622 abitanti situato nel dipartimento della Charente Marittima nella regione della Nuova Aquitania.
Questo piccolo e caratteristico paese ospita diversi monumenti storici di cui il più famoso è la fortezza ("The keep"), simbolo di Pons stesso.

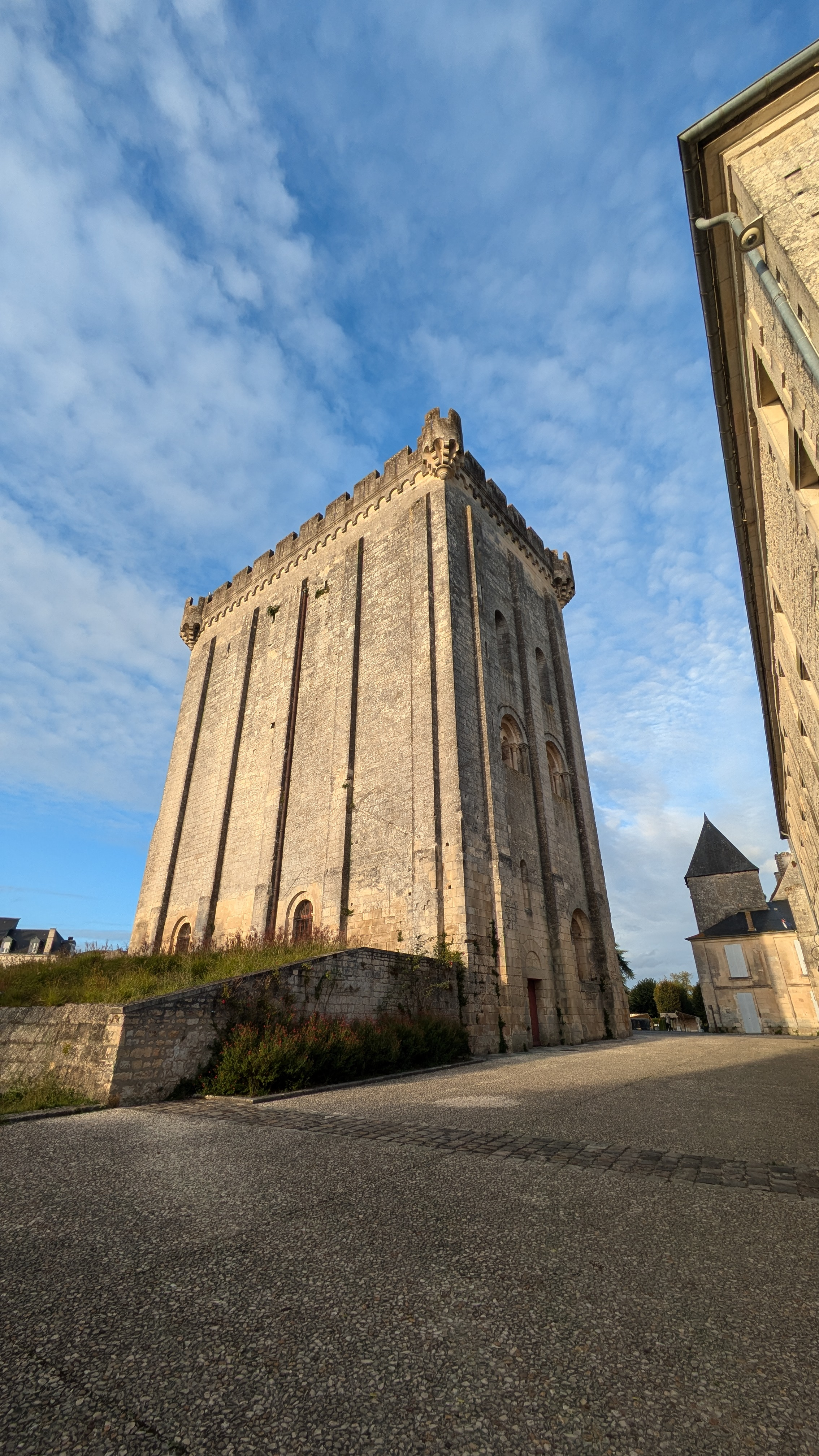
Pons's keep

## Società

### Evoluzione demografica
Abitanti censiti